# 新村猛
新村 猛（しんむら たけし、1905年（明治38年）8月2日 - 1992年（平成4年）10月31日）は、日本のフランス文学者・言語学者・国語辞書編纂者。名古屋大学名誉教授。元橘女子大学学長。
新村出の次男。息子新村徹は中国文学者（妻は中井正一の三女）。他に学術編集者の新村恭がいる。

## 来歴・人物
東京府で生まれた。京都第一中学校、第三高等学校を経て、京都帝国大学文学部史学科に入学。すぐに仏文科へ転攻し卒業する。
1935年2月、中井正一や真下信一や武谷三男たちと共に同人誌『世界文化』を創刊、また週刊紙『土曜日』の常連執筆者として反ファシズム運動に関わった。このため、同志社大学予科教授であった1937年11月に真下信一らとともに治安維持法違反で逮捕され、2年間の獄中生活を送る。『世界文化』『土曜日』は廃刊に追い込まれ、出所後もノイローゼのような状態になった。
1939年8月に釈放後、失職中であったため、父が1935年から編纂を進めていた国語辞書『辞苑』の改訂作業に1940年より参加する。岡書院店主岡茂雄の提案による。初めは外来語担当であったが、編者の息子であることに乗じて国語項目の書直しや百科項目の拡大を父より叱責を受けるほど行ったため、1941年に予定されていた改訂版刊行は頓挫した。1945年に15万語の原稿を完成させたが、出版社の工場や倉庫が空襲により被災、改訂作業も中断となった。1946年、京都人文学園が設立され、初代園長に新村が就任する。この学園の設立に際し、自由学園の羽仁五郎の助言を得て、新村の親友、中井正一（国立国会図書館初代副館長）と羽仁（参議院図書館委員会委員長）との接点もこのとき出来たとされる。
1948年、部落問題研究所初代所長に就任する。
戦後も父と共に辞書の編纂を続け、1955年、猛の交渉により出版元を岩波書店に変え、『広辞苑』と書名を改め、初刊版を刊行。また『世界文化』の同人であった真下信一らの推薦で名古屋大学文学部教授に迎えられフランス文学を講じ、ディドロやロマン・ロランなどを翻訳する。講師として教えていた同志社大学でロマン・ロラン研究会を指導する。学生の一人である今江祥智の人生の師となる。
1967年に父が没して以後も『広辞苑』の辞書改訂を引き継ぎ、また父の『全集』（筑摩書房）や「追悼文集」の編さんも行った。
1971年、愛知県知事選挙に革新統一の無所属候補として出馬、91万余票を獲得するが、現職の桑原幹根に惜敗する。ただし名古屋市などでの得票は新村が桑原に勝っていて、同僚の本山政雄が革新系候補として名古屋市長選を制する下地ができたと、新村陣営は自己評価している。
1992年10月31日、呼吸不全で死去。87歳没。

## 著書

### 単著
- 『国際反ファシズム文化運動』 フランス篇、三一書房、1948年10月。 NCID BN12167519。全国書誌番号:46008096 全国書誌番号:48003762 全国書誌番号:48009038。
- 『フランス文学研究序説』ミネルヴァ書房、1954年11月。 NCID BN05800622。全国書誌番号:54003350。
- 『ロマン・ロラン』岩波書店〈岩波新書〉、1958年7月。 NCID BN01834713。全国書誌番号:58012251。
- 『「広辞苑」物語 辞典の権威の背景』芸術生活社〈芸生新書〉、1970年6月。 NCID BN02052463。全国書誌番号:73020915。

### 編集
- 『ロマン・ロランの言葉と思想』講談社〈講談社現代新書〉、1966年11月。 NCID BN1173182X。全国書誌番号:66010390。
- 『美意延年 新村出追悼文集』新村出遺著刊行会、1981年7月。 NCID BN04477361。全国書誌番号:90036394。
- 『新村出集』彌生書房〈現代の随想 24〉、1982年11月。 NCID BN04530293。全国書誌番号:83008630。
  - 新版 『新村出随筆集』平凡社〈平凡社ライブラリー〉、2020年10月。ISBN 9784582769104。 NCID BC03006996。全国書誌番号:23450261。

### 共編
- 新村猛、松浦総三 編『あえて言う 中国とソ連への直言』すずさわ書店、1980年3月。 NCID BN06562053。全国書誌番号:80018312。

### 翻訳
- アンドレ・モーロワ『フランスは遂に敗けた』博聞堂、1941年。全国書誌番号:44068918。
- ドゥニ・ディドロ『ダランベールの夢 他四篇』岩波書店〈岩波文庫〉、1958年6月。 NCID BN00997235。全国書誌番号:58009623。
- ロマン・ロラン『闘争の十五年』 上、みすず書房〈ロマン・ロラン全集 第52巻 第1分冊〉、1954年5月。 NCID BN13251020。全国書誌番号:56003783。

### 共訳
- アンリ・バルビュス 著、後藤達雄 共 訳『砲火』ダヴィッド社、1951年12月。 NCID BN13254732。全国書誌番号:52002492。
- ディドロ 著、大賀正喜 共 訳『哲学断想 他二篇』岩波書店〈岩波文庫〉、1961年1月。 NCID BN00924694。全国書誌番号:61001316。
- ポール・ランジュバン 著、竹内良知 共 訳『科学教育論』明治図書出版〈世界教育学選集 14〉、1961年2月。 NCID BN01972127。全国書誌番号:61003163。
- ジョゼフ・ヘルマン 著、国原吉之助 共 訳『俗ラテン語』白水社〈文庫クセジュ〉、1971年。ISBN 9784560054987。
- マルク・ブロック 著、森岡敬一郎・神沢栄三・大高順雄 共 訳『封建社会 1』みすず書房、1973年9月。ISBN 9784622017394。 NCID BN00819394。全国書誌番号:73022639。
- マルク・ブロック 著、森岡敬一郎・神沢栄三・大高順雄 共 訳『封建社会 2』みすず書房、1977年1月。ISBN 9784622017400。 NCID BN00819394。全国書誌番号:77012450。

### 編訳
- 『スターリン』新村猛・松岡達也編訳、青木書店〈青木文庫〉、1953年12月。 NCID BN12227202。全国書誌番号:54000120。

### 著作集
- 今江祥智、川村孝則責任編集 編『ロマン・ロラン』三一書房〈新村猛著作集 第1巻〉、1993年7月。ISBN 9784380935114。 NCID BN09525406。全国書誌番号:93056354。
- 今江祥智・川村孝則責任編集 編『『世界文化』三十年代の政治思想的証言』三一書房〈新村猛著作集 第2巻〉、1994年12月。ISBN 9784380945113。 NCID BN1185385X。全国書誌番号:95036732。
- 今江祥智・川村孝則責任編集 編『ヨーロッパ文明との対話』三一書房〈新村猛著作集 第3巻〉、1995年11月。ISBN 9784380955112。 NCID BN13436398。全国書誌番号:96015603。

## 記念論集
- 『名古屋大学文学部二十周年記念論集（宇都宮清吉教授・新村猛教授退官記念）』名古屋大学文学部、1968年12月。 NCID BN02410982。全国書誌番号:74004970。
- 『新村猛教授退官記念論集』名古屋大学文学部仏文学研究室、1970年11月。 NCID BN1168014X。全国書誌番号:75027588。

## 追悼集
- 新村猛追悼集刊行委員会 編『緑の樹 新村猛追想』新村泰子、1995年2月。 NCID BN12658077。

## 脚註
1. ↑  新村恭（1947年生まれ）も、伝記『広辞苑はなぜ生まれたか　新村出の生きた軌跡』（世界思想社、2017年）を著した。
2. ↑  岡茂雄『本屋風情』（平凡社）より。「他とのバランスを考えて手を入れるようにと、私の言葉として伝えてくれたまえ」